# Operation Socialist

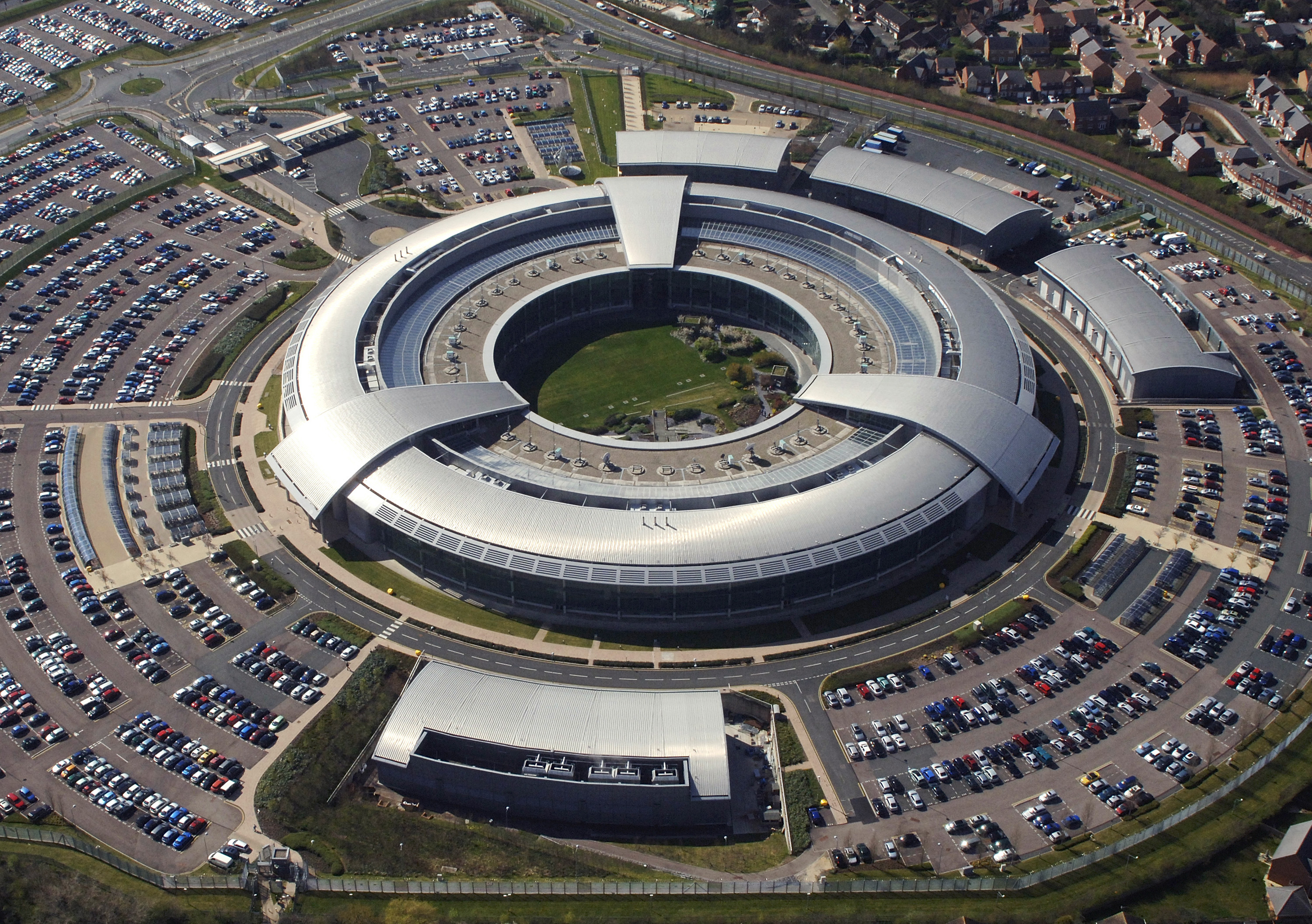
Photo aérienne du Government Communications Headquarters.

Opération Socialist est le nom de code donné par le Government Communications Headquarters (GCHQ), service britannique de renseignements électroniques, à une opération par laquelle il parvint à pénétrer l'infrastructure de la compagnie belge de télécommunications Belgacom entre 2010 et 2013. L'existence de cette opération fut révélée pour la première fois quand Edward Snowden, ancien employé de la National Security Agency des États-Unis, fit fuiter des documents à son sujet. Le GCHQ utilisa une méthode du type Tailored Access Operations appelée « Quantum insert attack », injectée dans de fausses pages LinkedIn ciblant des ingénieurs de Belgacom. Cette intrusion fut menée sous le nom de code « OP Socialist ». Son objet principal était de forcer l'accès à l'opérateur GRX (en) de Belgacom pour permettre au GCHQ d'obtenir des données d'itinérance relatives à des dispositifs mobiles et d'exécuter contre les cibles ce qu'on appelle généralement une attaque de l'homme du milieu.
Quand les premières anomalies furent détectées en 2012, le personnel de Belgacom chargé de la sécurité informatique fut incapable d'en détecter les causes,. C'est seulement en 2013 qu'un logiciel malveillant déguisé en logiciel Microsoft fut identifié comme la cause des problèmes.
Selon les documents fuités, le GCHQ avait travaillé pendant des années à pénétrer l'infrastructure de Belgacom et l'opération Socialist a été qualifiée de succès par le chef du Network Analysis Centre (Centre d'analyse de réseau) du GCHQ.
Snowden a décrit plus tard l'opération Socialist comme le « premier exemple prouvé par documents d'un État de l'Union européenne montant une cyber-attaque contre un autre ».
En octobre 2018, la presse belge fait état d'informations fuitées selon lesquelles une enquête judiciaire belge dont le rapport vient d'être rendu a conclu que le CGHQ britannique a probablement espionné Belgacom sur ordre de ministres britanniques. Le parquet belge ayant demandé la collaboration du Bureau de l'Intérieur britannique (Home Office), celui-ci aurait refusé en déclarant que le Royaume-Uni estimait que cela pourrait compromettre sa souveraineté, sa sécurité et son ordre public. 